# Leon De Koninck
Leon De Koninck (Assebroek, 28 mei 1916 - Sint-Kruis, 18 december 1955) was een Belgisch kunstschilder en behoorde tot de Brugse School.

## Levensloop
Beroepshalve was De Koninck haarkapper in de Brugse Annuntiatenstraat. In 1941 werd hij haarkapper in het Sint-Janshospitaal. In 1944 werd hij bode bij het provinciebestuur van West-Vlaanderen.
Voor het schilderen en tekenen ging hij in de leer bij Jozef Middeleer en Jules Gonthier. Samen met hen en met andere gelijkgezinden behoorde hij tot de stichters van de Brugse kunstenaarsvereniging Kunst 46.
Hij schilderde en tekende (met houtskool) vooral seizoensgebonden en melancholische landschappen in postexpressionistische stijl.